# 산양초등학교 금동분교
산양초등학교 금동분교는 경상북도 문경시 산양면 과곡길 27 (과곡리)에 있었던 분교이다.

## 연혁
- 1946년 9월 10일 산양국민학교 금동분교장 인가
- 1947년 4월 20일 금동국민학교 개교
- 1983년 3월 10일 병설유치원 개원
- 1996년 3월 1일 금동초등학교로 개칭
- 1999년 9월 1일 산양초등학교 금동분교
- 2009년 9월 1일 본교로 통폐합